# Новолозоватка
Новолозоватка (укр. Новолозуватка) — село,
Грузский сельский совет,
Криворожский район,
Днепропетровская область,
Украина.
Код КОАТУУ — 1221882205. Население по переписи 2001 года составляло 317 человек.

## Географическое положение
Село Новолозоватка находится на берегу безымянной речушки в месте впадения её в Карачуновское водохранилище,
выше по течению на расстоянии в 1,5 км расположено село Грузское,
ниже по течению на расстоянии в 1 км расположено село Грузская Григоровка.